# José Gregorio Camacho
José Gregorio Camacho Lascarro (Barinitas, 26 de abril de 1983) es un deportista venezolano que compitió en judo. Ganó una medalla en los Juegos Panamericanos de 2007 y tres medallas en el Campeonato Panamericano de Judo entre los años 2006 y 2011.

## Palmarés internacional
| Juegos Panamericanos    | Juegos Panamericanos     | Juegos Panamericanos | Juegos Panamericanos |
| Año                     | Lugar                    | Medalla              | Categoría            |
| ----------------------- | ------------------------ | -------------------- | -------------------- |
| 2007                    | Río de Janeiro (Brasil)  | Medalla de bronce    | –90 kg               |
| Campeonato Panamericano |                          |                      |                      |
| Año                     | Lugar                    | Medalla              | Categoría            |
| 2006                    | Buenos Aires (Argentina) | Medalla de bronce    | –90 kg               |
| 2007                    | Montreal (Canadá)        | Medalla de plata     | –90 kg               |
| 2011                    | Guadalajara (México)     | Medalla de bronce    | –90 kg               |